# Chevêche de Malaita
Athene malaitae
Espèce
Statut de conservation UICN

 VU C2a(ii) : Vulnérable
Statut CITES
La Chevêche de Malaita (Athene malaitae) est une espèce d'oiseaux de la famille des Strigidae.

## Répartition
Cette espèce est endémique de l'île de Malaita (Îles Salomon).

## Systématique
Le nom valide complet (avec auteur) de ce taxon est Athene malaitae  (Mayr, 1931).
La Chevêche de Malaita a été initialement décrite comme une sous-espèce de la Chevêche de Jacquinot (Athene jacquinoti) sous le protonyme Ninox jacquinoti malaitae par Ernst Mayr en 1931.
Le 10 juillet 2021, lors de la mise à jour 11.2 de sa classification de référence, l'Union internationale des ornithologues a décidé d'en faire une espèce à part entière.